# Falso sí mismo
Según autores como Morris Berman, académico y crítico humanista especializado en historia de Occidente cultural e intelectual, el falso sí mismo corresponde a la Imagen humana que, conscientemente, crean las personas para que esta ejecute las acciones necesarias en virtud del éxito que se busca obtener. Herbert Marcuse, plantea que los seres humanos se reconocen por lo que poseen - que les otorga cierto grado de éxito - convirtiéndose en ello. Por otro lado, R.D. Laing, propone que el sujeto se mueve en el mundo regido por un sistema, y que éste exige ciertos roles sociales que obliga al hombre a ocultar su verdadero yo desarrollando un “falso sistema de sí mismo”.

## Origen del término
El falso sí mismo se remonta a los efectos que trajo consigo la implementación de un nuevo paradigma – Modernidad-. Junto a él, la idea de progreso indefinido se perfiló como fin en la mentalidad del hombre moderno. Distintos avances en el ámbito de las ciencias, medicina, tecnologías y progresos geográficos, entre otros, respaldan el planteamiento propuesto por la nueva concepción del mundo. 
A modo de legado de Revolución industrial (XVIII) los hábitos y valores de la humanidad comenzaron a ser guiados por un sistema capitalista que, a pesar de generar beneficios económicos, caló en los espíritus de innumerables generaciones logrando llegar a los aspectos psíquicos más íntimos del ser humano y colapsar valores tradicionales que lo guiaron durante el Medioevo. 
Producto del cambio paradigmático que conllevó la transición de una época histórica a la siguiente (de Edad Media a Edad Moderna) el éxito, según Berman - en todo orden de aspectos- se transformó en una meta clave para conseguir la felicidad. Esta situación, que trajo consigo una fuerte pérdida del significado en la vida de muchos y que contribuyó al colapso de los antiguos valores del teocentrismo pilotos de las formas conductuales durante la Edad Media, continúa aportando a una época en que la humanidad permanece fiel a sus “conciencias alineadas”, - al sentir que el mundo ahora se rige según los designios humanos y al separar totalmente a la naturaleza del sujeto - y en donde la gente se reconoce por sus bienes, convirtiéndose en lo que poseen y de esta forma generando una “conciencia feliz”

## Identificación del concepto
A partir de la fusión del ser humano – su propia esencia- y sus bienes, el hombre generó roles que debían responder a ciertas conductas sociales, roles que debían ser exitosos en lo que desempeñaban y que, con el paso del tiempo, forjaron una imagen falsa de lo que realmente constituía la esencia de las personas. La generación de un “falso sí mismo” es lo que mantiene a esta época como una edad oscura, depresiva y evasiva de las realidades, en donde la sociedad busca evitar un sistema establecido por ella misma tomando caminos alternativos como las drogas, tranquilizantes y alcohol. Finalmente, la entropía que se ha generado en el mundo, producto del mal uso del sistema, ha contribuido a un intenso caos económico, tecnológico y ecológico, provocando distintas reacciones psíquicas y desintegrando aspectos espirituales de la humanidad. Como lo es la conciencia humana.
Un estudio realizado por R.D.Laing, que trataba oficialmente de la esquizofrenia, evidenció de qué forma la psiquis del ser humano se organizaba para crear una falsa imagen de sí con el objetivo de proteger su verdadero yo de las manipulaciones del sistema. Esta falsa imagen, plantea una irrealidad en las relaciones sociales, pues el sujeto no da a conocer su verdadero yo. Así lo propone Berman: “el hombre se mueve en un mundo de roles sociales, de rituales interacciónales y juegos complejos que lo obligan a proteger al sí mismo desarrollando un falso sistema”. ”

## Forma de operar
La operación que ejecuta la falsa imagen es posible gracias a que el yo real se retira de la situación de interacción con otro y permanece como observador, mientras que el propio cuerpo – con una falsa imagen- se relaciona con el otro ser. De esta manera, se evidencia una relación ficticia. El falso sí mismo ejecuta la interacción artificial con el fin de lograr el éxito propuesto por el yo real. Proceso que es reforzado durante toda la vida de los seres humanos, en virtud de lo que impone la cultura. Según Laing, el objetivo de utilizar una imagen irreal es proteger la esencia real de la persona. 
	“El objetivo de crear una falsa imagen de sí, es proteger al mismo real. El real obviamente se sofoca al ir el ser humano escondiéndolo cada vez más. El ambiente se torna cada vez más irreal. Nos atormenta nuestra falsedad, nuestra representación de roles, nuestro huir del intento de llegar a ser lo que realmente somos o podríamos ser. A medida que aumenta la culpa, silenciamos las voces en caminos alternativos. Cuando se acaban los caminos alternativos quedamos aterrorizados por nuestra propia traición y por la vacuidad de nuestros éxitos manipulados”. ”

## Idea de la Falsa conciencia:Maestros de la sospecha
Durante el siglo XX, hubo quienes establecieron críticas al sistema. Los llamados “maestros de la sospecha”, denominación establecida por Paul Ricoeur - filósofo y antropólogo francés conocido por su intento de combinar la descripción fenomenológica con la interpretación hermenéutica - para denominar a Freud, Marx y Nietzsche, instalaron la sospecha en el paradigma moderno y criticaron el racionalismo estableciendo la hermenéutica como método igualmente válido para entablar verdades. Plantearon que el nuevo sistema provocaba que el sujeto ya no respondiera en sus comportamientos a la propia conciencia, sino a la razón. Conducta que denominaron “falseamiento de la conciencia”. De acuerdo a esta hipótesis, cada uno de ellos analizó la conciencia humana a partir de la forma en que ésta se veía influenciada por la cultura. 
Sigmund Freud, instaló en su estudio una perspectiva para entender al sujeto desde la psicología. Planteó que en el hombre existen tres estadios psicológicos: consciente (yo), preconsciente (superyó), e inconsciente (ello). El yo, también conocido como ego, responde al comportamiento humano en el mundo exterior desde de la alternación del ello con el superyó. El superyó, alude a los comportamientos moral y socialmente correctos. Freud caracteriza al superyó como “severo y cruel, con capacidad de volverse contra la propia base pulsional del hombre…” “…obliga a dejar una postura infantil y a funcionar como ley””. El ello, definido por Freud como una “fenomenología invertida de lo impersonal y lo neutro. Un neutro cargado de representaciones e impulsos, un neutro que sin jamás ser un yo pienso, es algo como un ello que habla y que se traduce en laconismos, en los desplazamientos de acentos significantes y en la retórica del sueño y de chiste””.
A partir de estos tres estadios, este maestro hizo referencia a que el ello se ve opacado por el superyó, dando el sujeto a conocer al exterior un yo que alterna ambos campos anteriormente mencionados. El padre del psicoanálisis busca, de acuerdo al raciocinio planteado, demostrar que el hombre está falseando su conciencia al aplacar sus verdaderos instintos, pulsiones , en virtud de un comportamiento social convenido por la cultura. 
Karl Marx, aludió a que su análisis respondía a la nueva forma de entender el mundo y la sociedad – gracias a la nueva concepción de vida instalada por el paradigma moderno-. Planteó que “no está siendo la conciencia del hombre lo que determina su ser sino, por el contrario, el ser social es lo que está determinando su esencia” ””. Marx apuntó a que la materialidad de la vida estaba fijando la conciencia del sujeto y su esencia en sí. Es decir, el hombre estaría condicionando su calidad de ser humano a un rol laboral que cumplir. Según este pensador, el sujeto está falseando a su conciencia al creer que vive en libertad, cuando en la realidad, vive preso de un sistema que lo “alinea con su trabajo”.
Friedrich Nietzsche, evocó su análisis a la existencia y moral del hombre. Planteó que en la conciencia del individuo existe una voluntad de poder ser. Nietzsche propuso dos mundos, uno apolíneo, dirigido por el dios griego Apolo, quien representa “la bella apariencia y al mismo tiempo es el dios del conocimiento verdadero” ” y uno dionisíaco, dirigido por el dios griego Dionisio, quien traza un cosmos de “juego con la embriaguez y con el éxtasis, un mundo que eleva hasta el olvido de sí al hombre natural””. De acuerdo a las visiones propuestas, este maestro expone que el mundo de Apolo representa lo que debe ser. El conocimiento verdadero de las cosas desembocaría en un orden lógico que supone un determinado comportamiento del ser humano. Antagónicamente, Dionisio encarna los sueños, los deseos y pasiones más íntimas. Una voluntad de querer ser. Para el filósofo, existe un falseamiento de la conciencia al vivir el hombre en un mundo regido de forma apolínea, el que no permite la entrada de un estado dionisiaco en el que el sujeto tenga la voluntad de encarnar sus deseos más íntimos, es decir, la voluntad de poder ser. En este aspecto, la sociedad sería quien propone un mundo dirigido apolíneamente en desmedro de lo que realmente el individuo desea. 
En conjunto, los maestros de la sospecha establecieron una profunda crítica a lo que se venía gestando - presentado por el nuevo paradigma en complementación con la filosofía- como verdades absolutas. Plantearon que el racionalismo, al que el hombre estaba respondiendo, negaba la naturaleza del sujeto como tal, su conciencia y reprimía los deseos más íntimos de éste. 
La creación de una falsa conciencia, presentada por Freud, Marx y Nietzsche, responde a la instauración de una falsa imagen – falso sí mismo- propuesta por el ser humano. El exterior, su conciencia, el yo que planteó Freud, se ve obligado por convenciones sociales a comportarse de una determinada manera, superyó propuesto por el mismo maestro y el mundo apolíneo presentado por Nietzsche, que impide a las pulsiones, deseos más íntimos, llegar a concretarse. (Relación con la voluntad de poder ser de Nietzsche). Es decir, según lo planteado por Marx, la esencia del hombre, su conciencia, está siendo condicionada por la sociedad.

## Falso sí mismo de hoy: Sociedad Actual
En respuesta al sistema propuesto, el ser humano ha buscado distintas alternativas. El consumismo, es una de ellas. Menciona Berman: “el trabajador no compra bienes porque se identifica con el modo de vida, sino porque está angustiado y cree que esta angustia se puede mitigar con los bienes materiales. El consumismo es visto paradójicamente como un modo de salida del sistema que lo ha dañado y que secretamente aborrece; es un modo de mantenerse libre de la garra emocional del sistema””
“El consumo, tiene un significado similar al que antes tenía el trabajo. Sería la cristalización física de la identidad individual, al tiempo que un nuevo anclaje material al vínculo social. Lo novedoso que el consumo aporta a la cultura tiene que ver con los nuevos elementos que brinda la escenificación de “sí mismo” de cada a los demás, pero también, con el hecho de que genera un imaginario colectivo acerca de la sociedad””
De acuerdo a lo anteriormente planteado, los bienes materiales constituirían un punto importante en la vida del hombre, no sólo para subsistir, sino también para demostrar y establecer las categorías que estructuran su condición social. Condición exigida por el mismo como barómetro de éxito. 
“Los individuos usan los bienes materiales de consumo para clasificar y jerarquizar un sinnúmero de experiencias cotidianas””.